# Фрідріх III (герцог Саксен-Гота-Альтенбурзький)
Фрідріх III (нім. Friedrich III.), ( 14 квітня 1699 — 10 березня 1772) — герцог Саксен-Гота-Альтенбурзький у 1732—1772 роках. Син попереднього герцога Саксен-Гота-Альтенбургу Фрідріха II та принцеси Ангальт-Цербстської Магдалени Августи. Один із регентів (разом із Францом Йозіасом Саксен-Кобург-Заальфельдським) Саксен-Веймару та Саксен-Ейзенаху у 1748—1755 роках при малолітньому Ернстові Августові II.

## Біографія
Народився 14 квітня 1699 року у Готі. Був другою дитиною та старшим сином у родині герцога Саксен-Гота-Альтенбургу Фрідріха II та його дружини Магдалени Августи Ангальт-Цербстської. Мав старшу сестру Софію. Сімейство згодом поповнилося чотирнадцятьма молодшими дітьми, з яких дорослого віку досягли восьмеро.
Отримав добру освіту. У 1718—1720 роках здійснив поїздку до Італії та Франції, а у 1722—1724 роках мандрував Францією, Англією та Голландією.
У вересні 1729 рок у віці 30 років узяв шлюб зі своєю 19-річною кузиною, Луїзою Доротеєю Саксен-Майнінгенською. Весілля пройшло  17 вересня 1729 у Готі. У подружжя народилося шістеро дітей.

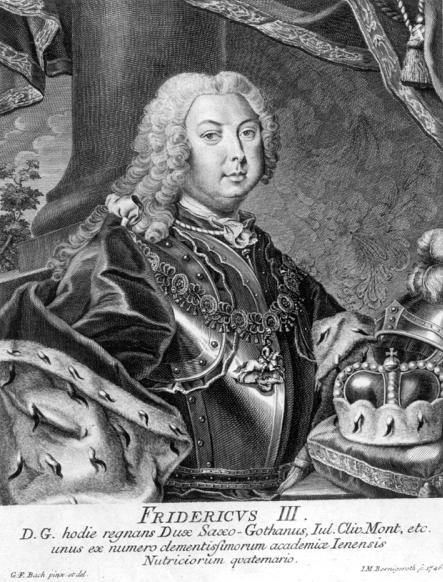
Фрідріх III, гравюра

Успадкував трон 23 березня 1732 року. Змальовували  Фрідріха III як доброзичливого, порядного правителя з яскраво вираженим почуттям справедливості, але при цьому педантичним і не схильним до нововведень. Відзначався благочестям, видав кілька релігійних указів. Країна за час його володарювання була наймогутнішою у Тюрингії, здебільшого, завдяки компетентності високопосадовців, таких як С. Е. фон Опель та А. А. фон Рюкслебен. Завдяки герцогині та її обергофмейстерині Юліані фон Бухвальд готський двір набув репутації місця просвітництва та жвавого інтелектуального життя.
Із вторгненням у 1734 році французьких військ герцог швидко організував національну оборону, а також, в обмін на компенсацію у розмірі 120 000 гульденів , надав імператору 1000 кавалеристів і 4000 піхотинців, яких очолив його брат Вільгельм. Того ж року надав 800 солдатів принцу Вальдекському за плату у розмірі 64 000 гульденів на рік, згодом предоставив королю Пруссії Фрідріху II певну кількість рекрутів у 1744 році.
Втягнув країну у Васунзьку війну 1747—1748 роках, конфліктуючи з герцогом Саксен-Майнінгену Антоном Ульріхом. З ним же мав суперечку щодо регентства над малолітнім Ернстом Августом II, яку, зрештою, виграв. Герцогство дуже постраждало протягом Семирічної війни, особливо його частина біля Альтенбургу.
Для розміщення зростаючої колекції екзотичних рослин Фрідріх замовив у 1747 році Готфріду Генріху Крону будівництво оранжереї біля замку Фріденштайн. Остаточне завершення робіт відбулося 1774 року, вже за наступного герцога.
Помер у Готі 10 березня 1772 після сорокарічного правління. Був похований у місцевій церкві Святої Маргарити.

## Родина

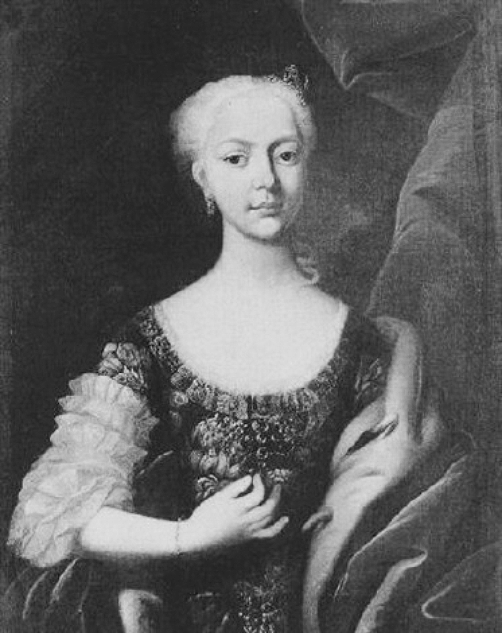
Портрет Луїзи Доротеї пензля М.К. Хагельганса, XVIII ст.

Дружина — Луїза Доротея Саксен-Майнінгенська. Померла за життя чоловіка, 22 жовтня 1767 року.
Діти:
- Фрідріх Людвіг (1735—1756) — одруженим не був, дітей не мав;
- Людвіг (25—26 жовтня 1735) — прожив 1 день;
- Фредеріка Луїза (1741—1776) — одружена не була, дітей не мала;
- Ернст (1745—1804) — герцог Саксен-Гота-Альтенбургу у 1772—1804 роках, був одружений із принцесою Саксен-Майнінгенською Шарлоттою, мав четверо синів;
- Софія (9—30 березня 1746) — прожила 3 тижні;
- Август (1747—1806) — майор, одруженим не був, дітей не мав.